# Conceveiba tristigmata
Conceveiba tristigmata là một loài thực vật có hoa trong họ Đại kích. Loài này được J.Murillo mô tả khoa học đầu tiên năm 2000.